# Copa Rio 1951
La Copa Rio fue una competición internacional de clubes de fútbol, jugada en la década de 1950 (precisamente en 1951). En 2007, fue considerado por la FIFA como el primer campeonato mundial de clubes oficial en la historia del fútbol.

## Historia
La Copa Rio tuvo su importancia histórica al tratarse de uno de los primeros torneos internacionales de clubes (el segundo por antigüedad luego del Lipton Trophy), en este caso, organizada por la CBD, y arbitradas por extranjeros, bajo supervisión de la FIFA.
El nombre Copa Rio se debe al patrocinio de la Alcaldía de Río de Janeiro, ciudad dónde fueron disputados los principales partidos. La Copa Rio ha sido un intento de reavivar el interés de Brasil en el fútbol, muy comprometido por la pérdida del Mundial en 1950.
La primera edición, en 1951, fue ganada por Palmeiras. 
En 2007, dirigentes de Palmeiras solicitaron el reconocimiento de la edición de 1951 a la FIFA, el cual fue desestimado por la Asamblea General del citado organismo.

### Extinción de la Copa de Río
Un detalle que terminó de una manera más significativa de la II Copa de Río es que fue la segunda y última. De hecho, nadie sabe exactamente por qué, cinco clubes de Río de Janeiro y San Pablo se reunieron y decidieron forzar la C.B.D. extinción de la Copa de Río dejó el órgano de gobierno con un torneo internacional, al mismo tiempo, pero con otro nombre y otra regulación. Incluyendo el aumento del número de competidores de Brasil, que ahora serán cuatro: dos en Río de Janeiro y dos S. Paulo. Y esta nueva fórmula debe empezar a tener efecto ahora, en 1953.

## Historial

### Copa Río
| Año           | Campeón            | Final Resultados | Subcampeón        | Semifinalistas          | Semifinalistas         |
| ------------- | ------------------ | ---------------- | ----------------- | ----------------------- | ---------------------- |
| 1951 Detalles | Palmeiras · Brasil | 1–0 2–2          | Juventus · Italia | Austria Viena · Austria | Vasco da Gama · Brasil |

### Títulos por equipo
| Equipo    | Títulos | Subtítulos | Años campeón | Años subcampeón |
| --------- | ------- | ---------- | ------------ | --------------- |
| Palmeiras | 1       | –          | 1951         | -               |
| Juventus  | –       | 1          | -            | 1951            |